# XX Bitter
Pour l’article homonyme, voir Bitter.
La XX Bitter est une bière belge, blonde amère, très fortement houblonnée, produite par la brasserie De Ranke à Dottenijs, dans le Hainaut.
C'est une bière de fermentation haute.
Elle fait figure de pionnière dans la montée en puissance des bières amères depuis 2001, année durant laquelle elle était la bière la plus amère de Belgique.

## Variantes
- XX Bitter, une bière blonde ayant un taux d'alcool de 6,2% ;
- XXX Bitter, une bière blonde ayant un taux d'alcool de 6%, brassée à partir de 2013 à la demande de l'importateur de bières belges aux États-Unis.

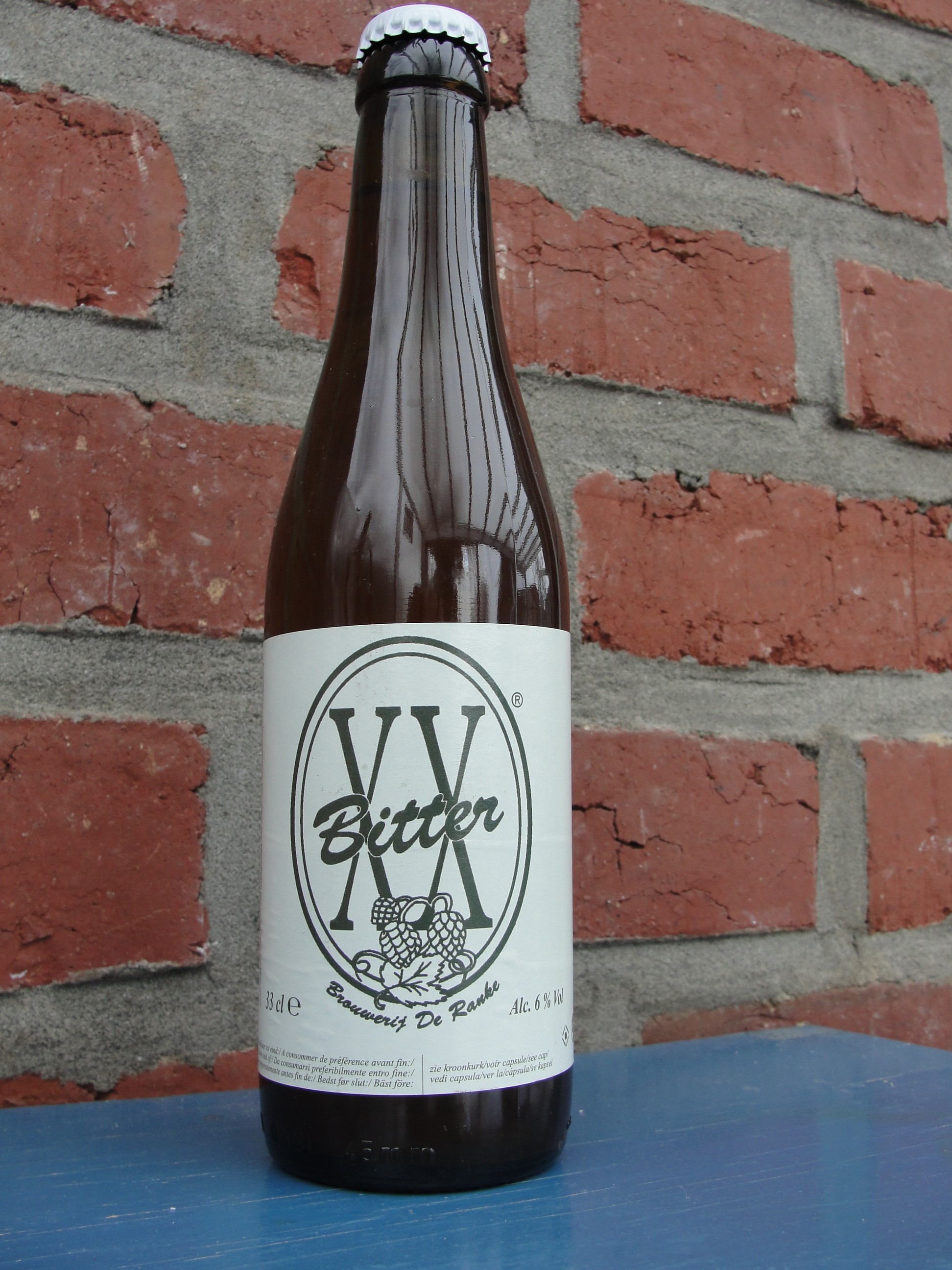
XX Bitter.
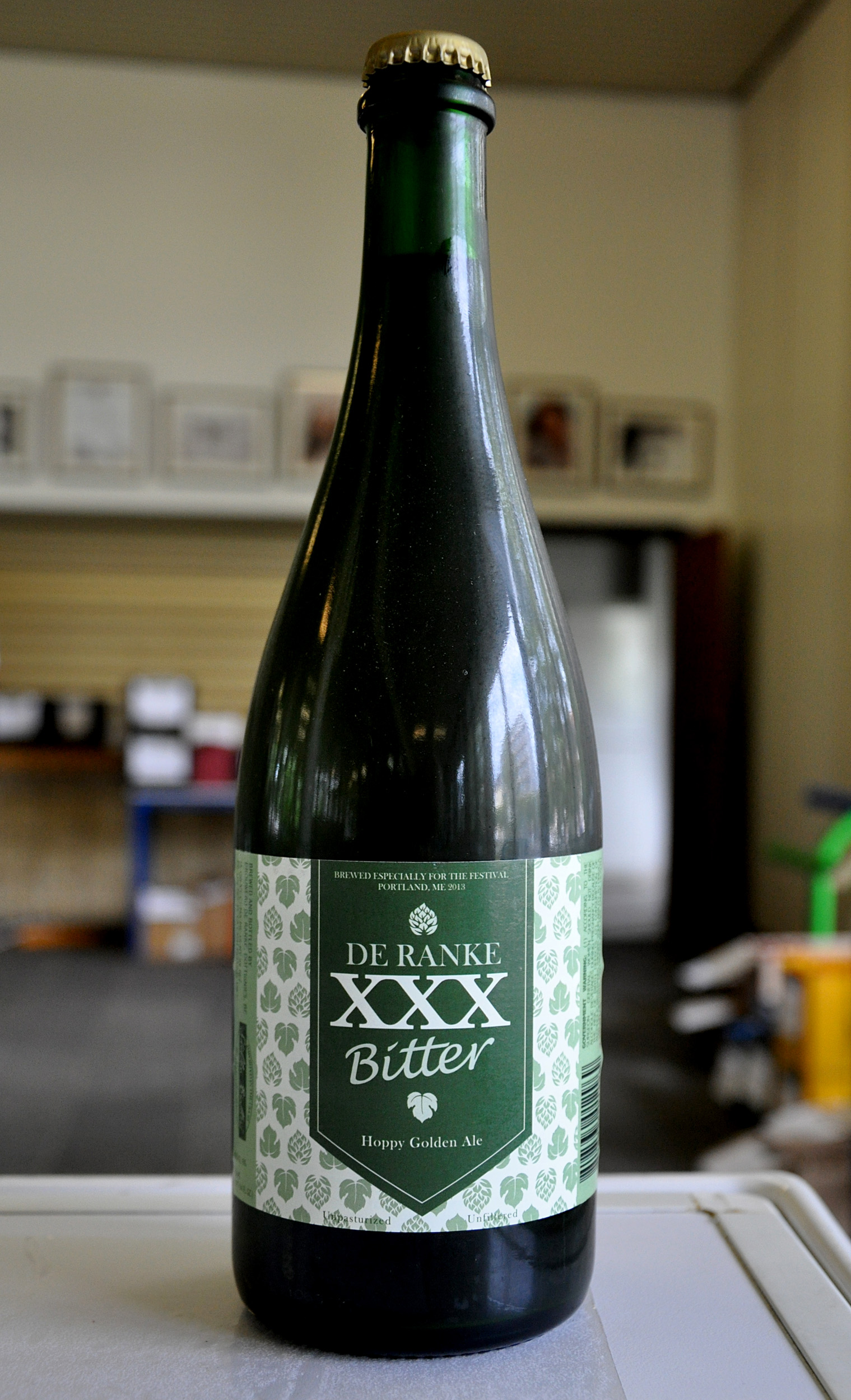
XXX Bitter.

## Note et référence
- (nl) Cet article est partiellement ou en totalité issu de l’article de Wikipédia en néerlandais intitulé « XX Bitter » (voir la liste des auteurs).

1. ↑  Présentation commerciale.